# Maison Jules Alexandre
Ne doit pas être confondu avec Maison Henri Alexandre.
La Maison du peintre Jules Alexandre est une réalisation de style Art nouveau située à Liège.
Elle est l'œuvre de l'architecte Victor Rogister, très prolifique dans la réalisation de maisons Art nouveau à Liège. On lui doit, entre autres, les maisons Pieper, Lapaille, Counet ou encore la maison Piot.

## Situation
Cette maison se trouve au n°39 de la rue du Jardin-Botanique qui part du parc éponyme pour rejoindre le boulevard d'Avroy. Dans cette même rue, on peut observer au n° 34 une autre construction de style Art nouveau : la Maison du docteur Janssens-Lycops réalisée par Paul Jaspar.

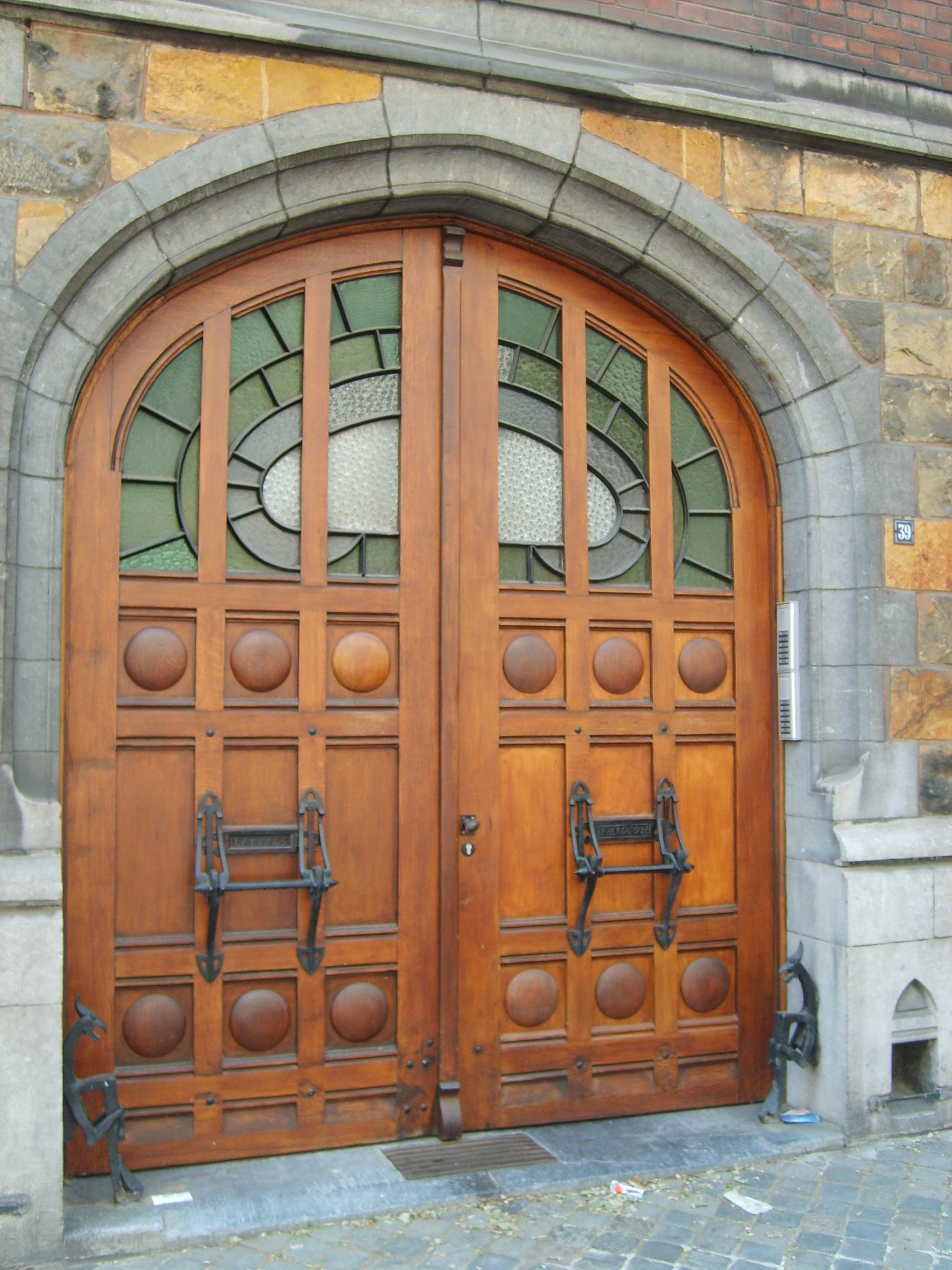
Maison Jules Alexandre : porte cochère

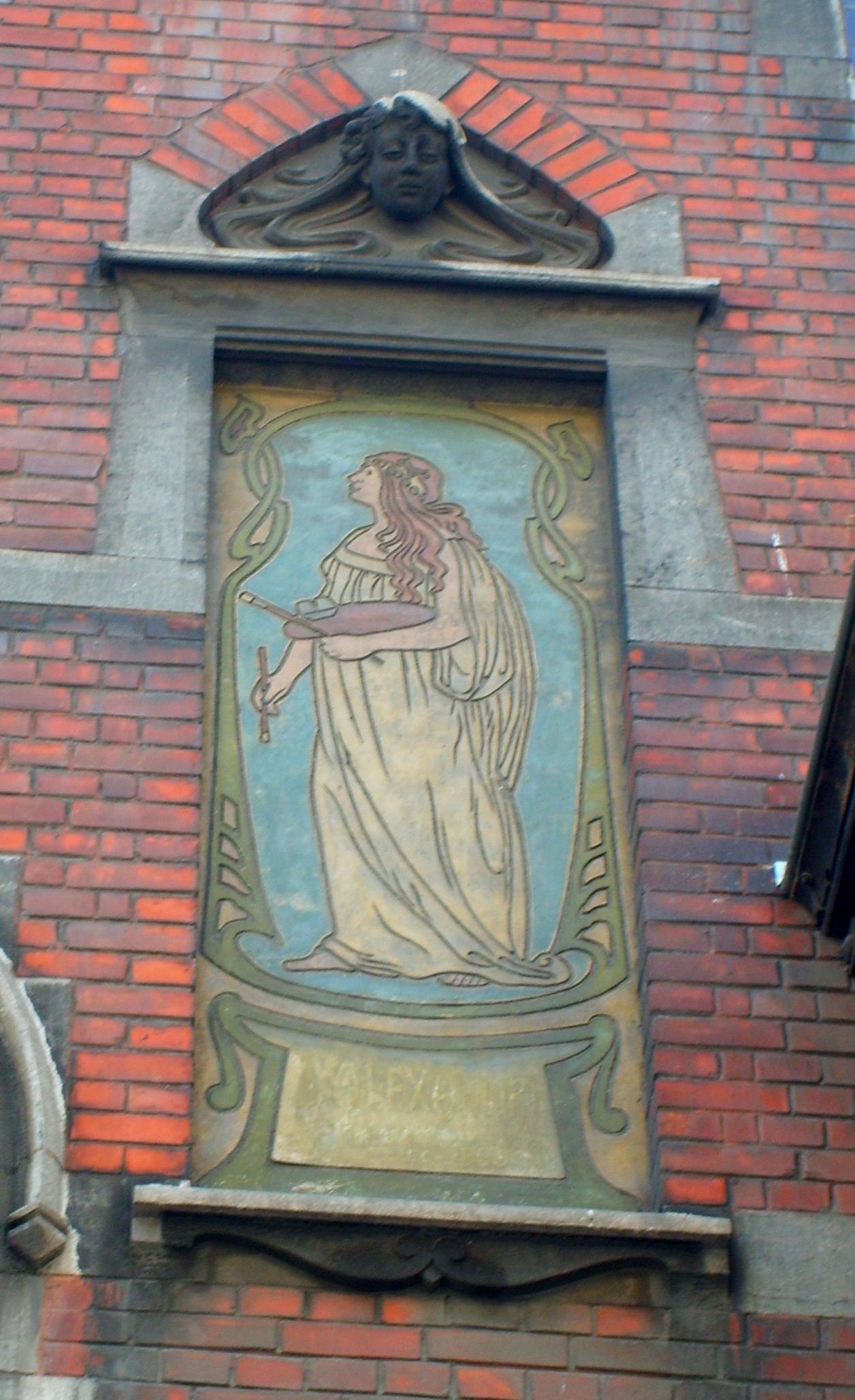
Maison Jules Alexandre : sgraffite et sculpture

## Description
Cet immeuble de trois niveaux et deux travées fut bâti en 1902.
Le soubassement est en pierre de taille, le rez-de-chaussée en grès de couleur ocre, jaune et grise alors que les deux étages sont bâtis en brique rouge.
Parmi les éléments les plus significatifs de cette demeure, la porte d'entrée, en réalité une splendide porte cochère à deux battants en bois sculpté de sphères et de rectangles, laisse la place dans sa partie supérieure à des vitraux américains sous un arc légèrement brisé. Des boîtes aux lettres en fer forgé très ouvragé ornent cette porte et, au sol, deux sympathiques petits monstres s'appuient sur chaque pied-droit. On retrouve ces petits monstres faisant fonction d'ancres de façade sur la maison Moonen réalisée un an plus tard par Victor Rogister.
Le premier étage se caractérise par la présence de deux oriels. À gauche, il est arrondi et recouvert d'ardoises tandis qu'à droite, il est rectangulaire et beaucoup plus imposant. Des petits bois et des verres américains agrémentent la partie supérieure de ces oriels.
Entre le premier et le second étage, au centre de la façade, un sgraffite, représentation d'une femme drapée en train de peindre, est surmonté d'une sculpture en pierre d'une tête féminine aux cheveux longs stylisés. La partie inférieure de ce sgraffite reprend le nom du propriétaire : la restauration de 2022 a fait réapparaitre l'inscription "J Alexandre peintures et décors".
Au second étage, les baies sont rectangulaires, doubles sur le côté gauche et en triplet sur le côté droit. Elles sont aussi surmontées de vitraux où apparaissent autant de cœurs bleus.
Sous la corniche, se logent neuf petits sgraffites rectangulaires représentant des mouettes en vol. Ils sont séparés par des modillons-consoles.

## Sources
- Alice Delvaille et Philippe Chavanne, L'Art nouveau en Province de Liège, 2002, pages 40/41,  (ISBN 2-87114-188-6)
- « Inventaire du patrimoine culturel immobilier - Maison Jules Alexandre », sur spw.wallonie.be (consulté le 4 novembre 2017)
- http://www.liege.be/nouveautes/repertoire-des-sgraffites-de-liege